# Teatro de Zea
El Teatro de Zea (en griego: Αρχαίο θέατρο Ζέας) era un antiguo teatro griego de la ciudad de El Pireo, Grecia. Estaba situado al oeste del puerto de Zea, un puerto militar de El Pireo, y toma su nombre del puerto.

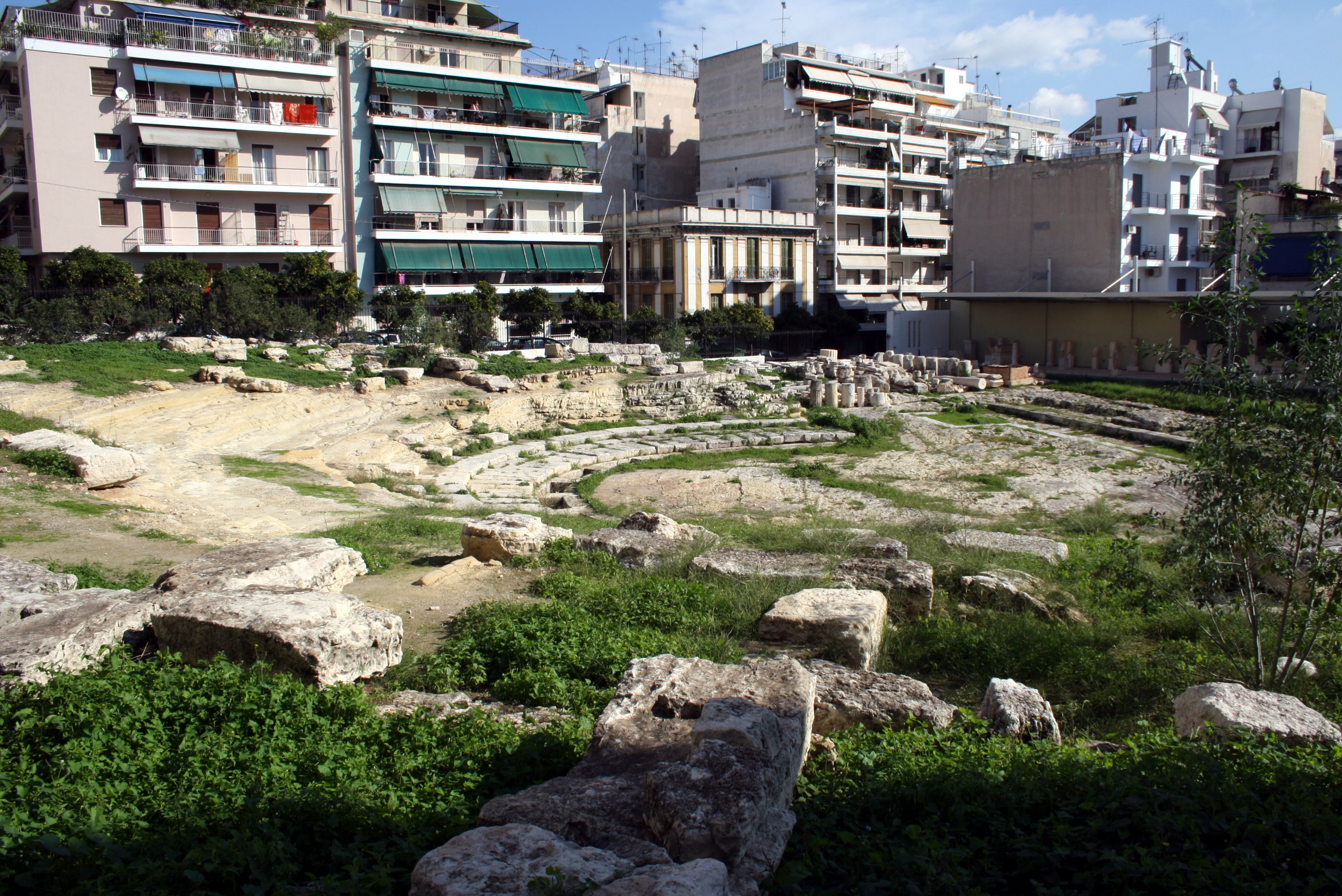
Ruinas del Teatro de Zea.

El Teatro de Zea se construyó en el período Helenístico, en torno al 200-100 a. C. Fue el segundo teatro de la ciudad, junto con el más grande y antiguo de la colina Muniquia.  El teatro de Zea es el mejor conservado de los dos. El teatro era un edificio griego semicircular estándar con una orchestra circular en el centro y una skené o escenario detrás. Lo más probable es que el edificio siguiera el modelo del Teatro de Dioniso de la Atenas, y su disposición y proporciones son similares a las del original. El auditorio estaba orientado al sureste. El auditorio estaba dividido por un pasillo diazomata en una parte inferior y otra superior. La parte inferior estaba dividida por escaleras en 13 sectores y la superior en 24 sectores. El edificio del teatro se construyó con piedra local de la península de El Pireo.
En la actualidad, el Museo Arqueológico del Pireo se encuentra junto a las ruinas del teatro.